# Johan Mjällby
Karl Johan Siward Mjällby (Järfälla, 1971. február 9. –) svéd válogatott labdarúgó.
A svéd válogatott tagjaként részt vett a 2002-es világ illetve a 2000-es és a 2004-es Európa-bajnokságon.

## Sikerei, díjai
AIK
- Svéd bajnok (2): 1992, 1998
- Svéd kupagyőztes (2): 1996, 1997

Celtic
- Skót bajnok (3): 2000–01, 2001–02, 2003–04
- Skót kupagyőztes (2): 2000–01, 2003–04
- Skót ligakupagyőztes (2): 1999–2000, 2000–01
- UEFA-kupa döntős (1): 2002–03